# حمزه ادریس
حمزه ادریس (عربی: حمزة إدريس فلاتة)؛ زادهٔ ۸ اکتبر ۱۹۷۲ بازیکن سابق فوتبال اهل عربستان سعودی است.
وی در تیم ملی فوتبال عربستان ۷۰ بازی انجام داده است و عضو این تیم در جام جهانی فوتبال ۱۹۹۴ بوده است.